# Ministerstwo Administracji i Gospodarki Przestrzennej
Ministerstwo Administracji i Gospodarki Przestrzennej – polskie ministerstwo istniejące w latach 1983–1985, powołane w celu objęcia polityką państwa całokształtu spraw administracji i gospodarki przestrzennej. Minister był członkiem Rady Ministrów.

## Powstanie urzędu
Na podstawie ustawy z 1983 r. o utworzeniu urzędu Ministra Administracji i Gospodarki Przestrzennej ustanowiono nowy urząd, w miejsce zniesionego Ministerstwa Administracji i Gospodarki Terenowej i Ochrony Środowiska.

## Ministrowie
- Włodzimierz Oliwa (1983–1985)

## Zakres działania urzędu
Do zakresu działania urzędu należały sprawy:
- nadzoru nad bieżącą działalnością terenowych organów administracji państwowej,
- koordynacji i kontroli terenowych organów administracji państwowej oraz ich organizacji i funkcjonowania,
- miejscowego planowania przestrzennego,
- urbanistyki i architektury,
- nadzoru urbanistyczno-budowlanego, architektonicznego i techniczno-budowlanego,
- gospodarki komunalnej i mieszkaniowej,
- gospodarki gruntami nierolniczymi i nieleśnymi,
- geodezji i kartografii;
- koordynacji w dziedzinie projektowania architektonicznego,
- kompleksowej kontroli województw.

## Szczegółowy zakres działania
Na podstawie rozporządzenia Rady Ministrów z 1983 r. do zakresu działania Ministra Administracji i Gospodarki Przestrzennej należały sprawy:
- nadzoru nad bieżącą działalnością terenowych organów administracji państwowej oraz udzielania im wytycznych i zaleceń w tym zakresie,
- występowania z wnioskami, uzgadniania lub dokonywania zmian w podziale administracyjnym Państwa,
- miejscowego planowania przestrzennego,
- urbanistyki i architektury oraz popierania twórczości urbanistycznej i architektonicznej,
- ładu przestrzennego oraz nadzoru urbanistyczno-budowlanego, architektonicznego i techniczno-budowlanego, w tym ustalania zasad sprawowania tych nadzorów,
- gospodarki komunalnej obejmującej zaopatrzenie ludności miast w wodę, zbiorowe ogrzewanie budynków mieszkalnych i obiektów komunalnych, komunikację miejską i zarządzanie drogami miejskimi, odprowadzanie i oczyszczanie ścieków miejskich, melioracje miejskie, utrzymanie porządku i czystości w miastach i innych jednostkach osadniczych, tereny zieleni publicznej i cmentarze, oświetlenie ulic i placów publicznych, ogrody zoologiczne, pracownicze ogrody działkowe, gazownictwo bezprzewodowe,
- izb wytrzeźwień,
- nadzoru i koordynacji prac geologicznych związanych z zaopatrzeniem miast w wodę, pozyskiwaniem surowców mineralnych oraz z wykonywaniem przepisów Prawa budowlanego,
- potencjału wykonawczego na potrzeby remontów i modernizacji urządzeń komunalnych i zasobów mieszkaniowych,
- przemysłu komunalnego i zaplecza remontowego gospodarki komunalnej,
- gospodarki mieszkaniowej, a w szczególności kompleksowej polityki mieszkaniowej, rozwoju budownictwa mieszkaniowego, w tym jednorodzinnego, oraz gospodarki zasobami mieszkaniowymi,
- gospodarki gruntami nierolniczymi i nieleśnymi, w tym nabywania nieruchomości na cele nierolnicze i nieleśne oraz wywłaszczeń,
- wykonawstwa prac geodezyjnych i kartograficznych, a w szczególności zakładania i aktualizacji osnów geodezyjnych, grawimetrycznych i magnetycznych, sporządzania, wykonywania i aktualizacji mapy zasadniczej i map topograficznych oraz map o treści ogólnogeograficznej i tematycznej, wydawnictw kartograficznych, wykonawstwa, przetwarzania i interpretacji fotogrametrycznych zdjęć lotniczych i satelitarnych,
- ewidencji gruntów i budynków, ustalania granic i podziału nieruchomości, ewidencji przebiegu granic i powierzchni jednostek podziału administracyjnego Państwa, prowadzenia ewidencji nazewnictwa ulic i numeracji porządkowej nieruchomości, państwowego zasobu geodezyjnego i kartograficznego, ochrony znaków geodezyjnych, grawimetrycznych i magnetycznych,
- nadzoru nad działalnością terenowej administracji geodezyjnej i kartograficznej,
- dbałości, wspólnie z zainteresowanymi ministrami, o doskonalenie i właściwe wykorzystanie resortowych służb geodezyjnych,
- międzyresortowej koordynacji i kontroli fachowej działalności geodezyjnej i kartograficznej,
- projektowania na potrzeby planowania przestrzennego oraz gospodarki komunalnej i mieszkaniowej,
- koordynacji projektowania architektoniczno-budowlanego,
- wykonywania, we współdziałaniu z właściwymi organami i organizacjami, kompleksowej kontroli województw, obejmującej działalność terenowych organów administracji państwowej oraz jednostek gospodarki uspołecznionej, z wyjątkiem jednostek podległych lub nadzorowanych przez Ministrów Obrony Narodowej i Ministrowi Spraw Wewnętrznych, jak również zadań w zakresie obronności kraju,
- nadzoru i koordynacji prac normalizacyjnych oraz kontroli przestrzegania norm z zakresu administracji i gospodarki przestrzennej.

## Dziedziny działalności urzędu
W dziedzinie organizacji i funkcjonowania terenowych organów administracji państwowej
- tworzył warunki do należytego funkcjonowania terenowych organów administracji państwowej,
- określał wytyczne w sprawie form organizacyjnych działalności terenowych organów administracji państwowej,
- współpracował w programowaniu budownictwa administracyjnego terenowych organów administracji państwowej,
- nadzorował bieżącą działalnością terenowych organów administracji państwowej,
- udzielał pomocy w działalności terenowych organów administracji państwowej oraz podejmowania czynności w celu upowszechniania ich osiągnięć,
- uzgadniał z ministrami i kierownikami urzędów centralnych ustalane dla terenowych organów administracji państwowej stopnia wojewódzkiego ogólne zasady realizacji zadań resortów,
- rozstrzygał sprawy sporne między terenowymi organami administracji państwowej stopnia wojewódzkiego,
- koordynował działalność terenowych organów administracji państwowej w zakresie współpracy z zagranicą,
- dokonywał merytorycznej kontroli działalności wydziałów urzędów terenowych organów administracji państwowej stopnia wojewódzkiego realizujących zadania resortu oraz współdziałał z ministrami i kierownikami urzędów centralnych w organizowaniu kontroli odpowiednich wydziałów,
- przygotowywał dla Rady Ministrów oceny działalności terenowych organów administracji państwowej oraz inne materiały związane z koordynacją i nadawaniem kierunku ich pracy,
- przygotowywał dla Prezesa Rady Ministrów materiały związane z wykonywaniem jego uprawnień w zakresie nadzoru nad terenowymi organami administracji państwowej, rozstrzyganiem spraw spornych między terenowymi organami administracji państwowej stopnia wojewódzkiego a ministrami lub kierownikami urzędów centralnych oraz występował z wnioskami i wyrażał opinie w sprawach uchylania zarządzeń terenowych organów administracji państwowej w razie sprzeczności z prawem lub zasadniczą linią polityki Państwa,
- przedstawiał Prezesowi Rady Ministrów wnioski w sprawach powoływania, odwoływania i zawieszania w czynnościach wojewodów i prezydentów miast oraz wicewojewodów i wiceprezydentów miast stopnia wojewódzkiego, a także w zakresie ustalania liczby wicewojewodów i wiceprezydentów miast oraz zastępców naczelników miast i dzielnic, a także określania miast (miast i gmin), w których w myśl obowiązujących przepisów mogą być powoływani zastępcy naczelników miast (miast i gmin);

W dziedzinie podziału administracyjnego Państwa
- przygotowywał projekty zmian w sprawach podziału administracyjnego Państwa na województwa, nazw i granic województw, siedzib wojewódzkich organów władzy i administracji państwowej oraz tworzenia miast,
- dokonywał zmian granic miast oraz tworzy, łączył i znosił gminy, dokonywał zmian ich granic, a także ustalał siedziby gminnych organów władzy i administracji państwowej oraz nazw gmin,
- ustalał oraz zmieniał nazwy miejscowości i obiektów fizjograficznych, po zasięgnięciu opinii przedstawicieli nauki oraz zainteresowanych ministrów i kierowników urzędów centralnych, a także organów przedstawicielskich i samorządu mieszkańców,
- prowadził aktualną dokumentację podziału administracyjnego Państwa oraz wykaz miejscowości i obiektów fizjograficznych;

W dziedzinie miejscowego planowania przestrzennego
- określał kierunki działania w zakresie miejscowego planowania przestrzennego oraz ustalał zasady sporządzania planów zagospodarowania przestrzennego,
- ustalał normatywy i wytyczne na potrzeby planowania przestrzennego,
- koordynował prace nad miejscowymi planami zagospodarowania przestrzennego, prowadzone przez terenowe organy administracji państwowej, i zapewniał kierunkową zbieżność tych prac z innymi planami zagospodarowania przestrzennego oraz planami społeczno-gospodarczymi,
- opiniował sporządzone przez terenowe organy administracji państwowej plany zagospodarowania przestrzennego określonych jednostek osadniczych i ich zespołów, zastrzeżone do akceptacji przez właściwe organy centralne,
- analizował przebieg realizacji zagospodarowania przestrzennego województw, miast i gmin oraz dokonywał oceny społeczno-gospodarczych skutków tego zagospodarowania,
- ustalał wytyczne zabudowy miast i wsi, z uwzględnieniem koncentracji zabudowy na obszarach wsi,
- ustalał zasady i tryb postępowania w sprawach dotyczących miejsca i warunków realizacji inwestycji budowlanych oraz zmiany sposobu wykorzystania terenów;

W dziedzinie urbanistyki i architektury
- ustalał warunki techniczne, jakim powinny odpowiadać obiekty budowlane będące budynkami oraz pomniki, obiekty architektury ogrodowej i urządzenia wpływające na wygląd obiektów budowlanych,
- ustalał zasady sporządzania i zatwierdzania projektów urbanistyczno-architektonicznych inwestycji budowlanych,
- popierał twórczość urbanistyczną i architektoniczną oraz prowadził sprawy związane z konkursami urbanistycznymi i architektonicznymi,
- prowadził działalność związaną z przyznawaniem nagród za szczególne osiągnięcia twórcze w projektowaniu architektoniczno-budowlanym i planowaniu przestrzennym,
- współdziałał przy ustalaniu przez właściwych ministrów warunków technicznych, jakim powinny odpowiadać obiekty budowlane nie będące budynkami, pomnikami i obiektami architektury ogrodowej;

W dziedzinie nadzoru budowlanego
- ustalał zasady i warunki uzyskiwania pozwoleń na wykonywanie robót budowlanych,
- określał zasady kontroli wykonywania obowiązków przez inwestorów, projektantów i wykonawców robót budowlanych w toku przygotowywania i realizacji inwestycji oraz przez właścicieli i zarządców obiektów budowlanych w zakresie utrzymania tych obiektów,
- ustalał w porozumieniu z Ministrem Budownictwa i Przemysłu Materiałów Budowlanych wymagania w zakresie przygotowania zawodowego, jakie powinny spełniać osoby wykonujące samodzielne funkcje techniczne w budownictwie, oraz zasady i tryb uzyskiwania przez te osoby uprawnień do pełnienia tych funkcji,
- określał zasady i tryb sprawowania nadzoru urbanistyczno-budowlanego, architektonicznego i techniczno-budowlanego przez terenowe organy administracji państwowej,
- prowadził działalność koordynacyjną w zakresie nadzoru techniczno-budowlanego wykonywanego w określonych dziedzinach budownictwa przez właściwe naczelne lub centralne organy administracji państwowej,
- prowadził rejestr decyzji dotyczących osób wykonujących samodzielne funkcje techniczne w budownictwie, pociągniętych do odpowiedzialności zawodowej,
- prowadził centralny rejestr katastrof budowlanych oraz opracowywał analizy przyczyn powstawania tych katastrof i podejmował działania zapobiegawcze,
- analizował i oceniał efektywność oraz skutki społeczne i ekonomiczne wykonywanego nadzoru budowlanego.

W dziedzinie gospodarki komunalnej
- badał potrzeby w dziedzinie gospodarki komunalnej oraz podejmował środki w celu zaspokojenia tych potrzeb,
- prognozował i programował rozwój gospodarki komunalnej, z uwzględnieniem sukcesywnej poprawy warunków bytowo-komunalnych ludności i potrzeb związanych z rozbudową i funkcjonowaniem sieci osadniczej, opracowywał wieloletnie programy rozwoju poszczególnych jej dziedzin,
- ustalał zasady koordynacji rozbudowy urządzeń komunalnych z programami rozwoju budownictwa mieszkaniowego,
- ustalał warunki techniczne i zasady projektowania oraz eksploatacji urządzeń komunalnych,
- ustalał zasady i kierunki rozwoju produkcji maszyn, urządzeń i sprzętu na potrzeby gospodarki komunalnej, zwłaszcza w dziedzinie zaopatrzenia w wodę i ciepło, oczyszczania ścieków, komunikacji miejskiej, utrzymania dróg miejskich i oczyszczania miast, oraz współdziałał w tym zakresie z właściwymi organami i innymi jednostkami,
- koordynował tworzenie materialnych warunków do realizacji zadań w zakresie gospodarki komunalnej, a w szczególności rozwoju przemysłu komunalnego i bazy remontowej urządzeń komunalnych;

W dziedzinie gospodarki mieszkaniowej
- przygotowywał założenia i zasady kompleksowej polityki mieszkaniowej, a w szczególności form zaspokajania potrzeb mieszkaniowych, struktury inwestorskiej budownictwa mieszkaniowego, w tym jednorodzinnego, zasad jego realizacji i finansowania, pomocy finansowej Państwa na cele mieszkaniowe, oraz sprawował nadzór nad realizacją tej polityki,
- dokonywał analizy i sporządzał oceny warunków i potrzeb mieszkaniowych w mieście i na wsi, z uwzględnieniem społecznej struktury tych potrzeb oraz terenu,
- opracowywał wieloletnie programy rozwiązywania problemu mieszkaniowego oraz prognozował i programował rozwój budownictwa mieszkaniowego, a także rewaloryzacji, modernizacji i remontów istniejących zasobów mieszkaniowych,
- koordynował działania zainteresowanych organów i organizacji w celu zapewnienia warunków realizacji budownictwa jednorodzinnego,
- ustalał zasady programowania i realizacji remontów i modernizacji zasobów mieszkaniowych,
- dokonywał analizy kosztów utrzymania zasobów mieszkaniowych oraz przygotowywał propozycje co do wysokości czynszów najmu lokali mieszkalnych i użytkowych,
- inicjował oraz ustalał zasady i tryb sprzedaży budynków i lokali mieszkalnych stanowiących własność Państwa;

W dziedzinie gospodarki gruntami nierolniczymi, nieleśnymi oraz wywłaszczeń
- przygotowywał propozycje zasad gospodarowania gruntami przeznaczonymi na cele nierolnicze i nieleśne,
- przygotowywał propozycje warunków i trybu nabywania nieruchomości na rzecz jednostek gospodarki uspołecznionej,
- określał warunki korzystania z państwowych gruntów, budynków i urządzeń,
- opracowywał zasady udziału użytkowników i nabywców gruntów w kosztach uzbrajania terenu w urządzenia komunalne,
- koordynował działania dotyczące pozyskiwania gruntów pod budownictwo jednorodzinne,
- sprawował nadzór nad prawidłowością wykorzystania gruntów nierolniczych i nieleśnych;

W dziedzinie geodezji i kartografii
- opracowywał prognozy i programy rozwoju geodezji i kartografii,
- określał wymagania dotyczące kwalifikacji i uprawnień zawodowych do wykonywania samodzielnych funkcji w geodezji i kartografii,
- wydawał przepisy i normy techniczne z zakresu geodezji i kartografii,
- określał zasady obsługi geodezyjno-kartograficznej w procesach inwestycyjnych i procesach przemysłowo-produkcyjnych,
- ustalał zasady zgłaszania prac geodezyjnych i kartograficznych oraz przekazywania materiałów powstałych w wyniku tych prac właściwym jednostkom prowadzącym państwowy zasób geodezyjny i kartograficzny,
- określał rodzaje materiałów stanowiących państwowy zasób geodezyjny i kartograficzny, jednostki organizacyjne uprawnione do gromadzenia tego zasobu oraz zasady jego gromadzenia, ewidencji, aktualizacji i udostępniania,
- ustalał zasady i tryb udzielania zgody na reprodukowanie, rozpowszechnianie i rozprowadzanie map oraz materiałów fotogrametrycznych i satelitarnych, a także dokonywał kontroli treści materiałów kartograficznych,
- ustalał w porozumieniu z zainteresowanymi ministrami, a w szczególności z Ministrem Rolnictwa i Gospodarki Żywnościowej, zasady i tryb dokonywania czynności związanych z rozgraniczaniem oraz podziałem nieruchomości, zasady zakładania i prowadzenia ewidencji gruntów i budynków oraz postępowania przy zgłaszaniu i dokonywaniu zmian w danych objętych tą ewidencją,
- określał zasady sporządzania, aktualizowania i wykorzystywania mapy zasadniczej oraz postępowania przy uzgadnianiu usytuowania projektowanych urządzeń uzbrojenia terenu z jednostkami prowadzącymi państwowy zasób geodezyjny i kartograficzny,
- określał zasady prowadzenia ewidencji przebiegu granic i powierzchni jednostek podziału administracyjnego Państwa oraz zasady prowadzenia ewidencji nazewnictwa ulic i numeracji porządkowej nieruchomości,
- ustalał zasady ochrony znaków geodezyjnych, grawimetrycznych i magnetycznych;

W dziedzinie koordynacji projektowania architektoniczno-budowlanego
- opracowywał oceny stanu projektowania w kraju oraz występuje z wnioskami zmierzającymi do zwiększenia efektywności ekonomicznej i społecznej działalności w tym zakresie,
- inicjował i podejmował przedsięwzięcia związane z unowocześnianiem metod projektowania i z usprawnianiem procesów projektowania,
- ustalał zasady wydawania pozwoleń na działalność zawodową w zakresie projektowania oraz doraźnego wykonywania prac projektowych,
- prognozował i programował rozwój potencjału nadzorowanych biur projektów na potrzeby planowania przestrzennego oraz gospodarki komunalnej i mieszkaniowej,
- inicjował podejmowanie przez przemysł produkcji sprzętu i wyposażenia na potrzeby jednostek projektowania,
- prowadził działalność typizacyjną w projektowaniu architektoniczno-budowlanym,
- ustalał ogólne zasady organizacji i kierunki rozwoju projektowania architektoniczno-budowlanego;

W dziedzinie kompleksowej kontroli województw
- programował i organizował, we współdziałaniu z właściwymi organami i organizacjami, kontrole kompleksowe województw, obejmujące działalność terenowych organów administracji państwowej i jednostek gospodarki uspołecznionej,
- przygotowywał zasady planowania i prowadzenia kompleksowych kontroli województw oraz organizował szkolenie i instruktaż osób biorących udział w tych kontrolach,
- prowadził kompleksowe kontrole województw we współdziałaniu z właściwymi organami i organizacjami oraz dokonywał w kontrolowanych województwach oceny realizacji zadań, sprawności zarządzania i efektywności gospodarowania, a także obsługi ludności i zaspokajania jej potrzeb,
- sprawdzał realizację zaleceń pokontrolnych.

## Zniesienie urzędu
Na podstawie ustawy z 1985 r. o zmianach w organizacji oraz zakresie działania niektórych naczelnych i centralnych organów administracji państwowej zniesiono urząd Ministra Administracji i Gospodarki Przestrzennej.